# Herederos del tiempo
Herederos del tiempo es una novela de ciencia ficción de 2015 del escritor Adrian Tchaikovsky.
El Financial Times elogió la obra por «abordar grandes temas (dioses, mesías, inteligencia artificial, extraterrestre) con brío».
El libro fue escogido de entre una selección de seis obras  —previamente elegidas a partir de un total de 113 libros— como ganador del Premio Arthur C. Clarke a la mejor obra de ciencia ficción del año en agosto del 2016.  El director del programa de premios valoró la novela por tener "una escala universal y un sentido de la maravilla que recuerda al propio Clarke». 
En julio de 2017, fueron adquiridos los derechos para una posible adaptación cinematográfica. 
El siguiente libro de la serie, Herederos del caos, se publicó en el 2019, seguido de Herederos del recuerdo el 2022.
En el 2023 la serie Herederos del tiempo fue galardonada con el Premio Hugo a la Mejor Serie.

## Trama
En un futuro lejano, la Dra. Avrana Kern es la jefa de un equipo científico que orbita un exoplaneta terraformado y previamente inhabitable que espera se ha llegado a conocerse como «El Mundo de Kern». Mientras su equipo se prepara para liberar en el nuevo mundo un nanovirus diseñado genéticamente para acelerar la evolución de un grupo de simios, se habla de una guerra en la Tierra entre las autoridades y múltiples facciones anti-tecnología que se oponen a este tipo de ingeniería genética, incluido un grupo terrorista o movimiento radical conocido como «non ultra natura» (no más allá de lo natural).
La Dra. Avrana Kern descubre que existe un agente de un grupo anti-tecnología a bordo de la nave a punto de sobrecargar el reactor y huye a bordo de una cápsula de escape antes de que nadie más pueda hacerlo. La carga útil de monos es expulsada de la nave en una lancha de desembarco, pero se quema al entrar en la atmósfera. Sin simios en el Mundo de Kern y con ecosistemas originalmente sembrados con un mínimo de posibles especies competidoras, el nanovirus termina infectando y alterando una multitud de criaturas vivientes, un ejemplo notable son las arañas saltadoras (Portia labiata), a las que se hace referencia en el libro como Pórtidas. La Dra. Avrana Kern queda varada en órbita esperando ser rescatada, despertando periódicamente de la estasis, preocupada por el repentino cese de las señales de radio que salen del hogar de la humanidad.
Pasan muchos milenios y la civilización resurge en la Tierra a partir de los descendientes de los sobrevivientes, cazadores-recolectores, y finalmente rescata la maquinaria sobrante de la época de Kern, la cual solo se conoce como el Antiguo Imperio. Ante el lento colapso de la biosfera de la Tierra debido a las consecuencias largamente demoradas de la antigua guerra, los últimos restos de la humanidad se dirigen al Mundo de Kern a bordo de la nave estelar Gilgamesh, con la esperanza de encontrar un planeta paradisíaco e ignorantes de las elevadas arañas Pórtidas. Al llegar al planeta, la tripulación de la nave tiene un enfrentamiento con la Dra. Avrana Kern en órbita, poderosa, enloquecida y xenófoba por los milenios transcurridos, Gilgamesh toma un desvío de siglos hacia un sistema vecino que resulta inhabitable. La novela juega con el contraste entre el rápido avance de las sociedades de las arañas y el descenso de la tripulación de los últimos humanos a la lucha y la barbarie, visto principalmente a través de los ojos del clasicista en jefe de Gilgamesh, Holsten Mason.
Después que la Gilgamesh regresa al mundo de Kern, las dos narrativas chocan, aparentemente condenando a uno o ambos lados a la extinción. Las Pórtidas, sin embargo, han desarrollado una estrategia que salva tanto a su mundo como a los invasores, invitando a los últimos humanos a vivir con ellos en el Mundo de Kern, basándose en recuerdos genéticos pasados, que mostraban que al final la colaboración era la mejor opción.

## Personajes

### Viejo Imperio

#### Dra. Avrana Kern
La única superviviente conocida del Antiguo Imperio; una mujer cínica y egoísta que aspira a "engendrar nueva vida sintiente" a imagen de la humanidad. Sobrevive a la destrucción de su nave y pasa milenios en animación suspendida dentro de un satélite de observación, orbitando el único mundo en el que pudo sembrar el nanovirus de edición genética mientras éste hace modificaciones en la población animal que se encuentra debajo. Luego de milenios de aislamiento y degradación mecánica y biológica, niega xenófobamente la humanidad de la tripulación de la nave estelar Gilgamesh, convirtiéndose en los que éstos suponen es su principal amenaza hasta que la nave regresa a su mundo siglos después.

### Tripulación clave de Gilgamesh

#### Comandante Guyen
Guyen, líder de la Gilgamesh, ejerce a menudo una autoridad autocrática sobre la expedición y su cargamento humano dormido. Guyen conduce la nave arca a otro mundo terraformado después de que Kern le fuerza la mano, y allá descubre tecnología experimental del Antiguo Imperio capaz de cargar una mente humana en una computadora suficientemente compleja. Finalmente se dedica a un nuevo propósito quijotesco: cargar su mente en la computadora de la Gilgamesh, como medio para establecer un control más firme sobre la nave antes de regresar al Mundo de Kern.

#### Holsten
Clasicista en jefe de la nave estelar Gilgamesh, es el encargado de traducir el idioma principal del Antiguo Imperio: el «Imperial C». La principal responsabilidad de Holsten es ayudar a la nave arca a discurrir por los territorios y tecnologías desconocidas del Antiguo Imperio. Sin embargo, en algún momento abraza una misión más elevada: establecer una nueva herencia cultural para la humanidad basada en la narrativa histórica que vivió mientras estaba a bordo de la Gilgamesh.

#### Lain
Lain, la ingeniero jefe de Gilgamesh y su eventual líder de facto, se ve obligada con frecuencia a mantener unida el arca frente a averías mecánicas casi insuperables. Sacrifica décadas de su vida guiando y preservando “la tribu”, principalmente descendientes de miembros de ingeniería (inicialmente la facción anti-Guyen de Lain), y la nave en sí, convirtiéndose en líder espiritual de las generaciones nacidas en la Gilgamesh. Si Guyen es el villano en la narrativa histórica de Holsten, Lain es sin duda la heroína.

#### Vitas
Vitas, directora científica de la Gilgamesh y firme partidaria de la objetividad profesional, es más que capaz de realizar investigaciones notables. Sin embargo, su ambiciosa curiosidad científica, su deferencia hacia los precedentes y, en última instancia, su inseguridad personal con frecuencia la llevan por mal camino. Holsten la ve casi como un robot y sorprendentemente sin edad.

#### Karst
El jefe de seguridad de la Gilgamesh. Aunque llamativamente contundente, Karst demuestra ser un líder cauteloso al restringir el acceso a las armas durante los conflictos internos de la nave arca. Holsten, inicialmente intimidado por el brusco pistolero, finalmente llega a respetar a Karst, quien parece tener una cualidad heroica, aunque vulnerable.

### Arañas
La novela abarca miles de años y varias generaciones de arañas Pórtidas. Cada una de las arañas tiene sus propias identidades, vidas y experiencias, además de sus memorias genéticas; sin embargo, la narrativa se refiere a sus personajes principales y secundarios con cuatro nombres diferentes basados en personalidades distintas o arquetipos históricos.

#### Portia
Araña hembra; guerrera, sacerdotisa, líder. Generalmente, el principal punto de vista femenino de las arañas.

#### Bianca
Araña hembra; guerrera, científica, líder, genio. Hembra de apoyo principal.

#### Fabian
Araña macho; científico, rebelde, genio, líder. El principal macho de apoyo, luego se convierte en el principal punto de vista en la séptima parte de la obra.

#### Viola
Araña hembra; científica, líder. Otro importante punto de vista femenino.